# ایزابل مایر
ایزابل مایر (انگلیسی: Isabelle Meyer؛ زادهٔ ۵ سپتامبر ۱۹۸۷) بازیکن فوتبال اهل سوئیس است.
از باشگاه‌هایی که در آن بازی کرده‌است می‌توان به اس‌سی سند و باشگاه فوتبال زنان فرایبورگ اشاره کرد.
وی همچنین در تیم ملی فوتبال زنان سوئیس بازی کرده‌است.